# رایان کوهن
رایان کوهن (انگلیسی: Ryan Cohen؛ زادهٔ ۱۹۸۵/۱۹۸۶ (۳۸–۳۹ سال)) کارآفرین اهل ایالات متحده آمریکا است، که در سال ۲۰۰۸ شرکت چیووی را تأسیس کرد.